# 삼칠로
삼칠로(Samchil-ro)는 경상남도 함안군 칠원읍 구성사거리와 칠북면 검단2교를 잇는 경상남도의 도로이다.

## 주요 경유지
경상남도
- 함안군 (칠원읍 - 칠서면 - 칠북면)

## 노선
| 이름                             | 접속 노선                           | 소재지 | 소재지                       | 비고                   |
| -------------------------------- | ----------------------------------- | ------ | ---------------------------- | ---------------------- |
| 구성사거리                       | 국도 제5호선 (경남대로)             | 함안군 | 칠원읍                       | 지방도 제1041호선 구간 |
| 칠원삼거리                       | 구성길                              | 함안군 | 칠원읍                       | 지방도 제1041호선 구간 |
| 용산사거리                       | 지방도 제1041호선 (원서로) 운무로   | 함안군 | 칠원읍                       | 지방도 제1041호선 구간 |
| 칠원입구삼거리                   | 용산2길                             | 함안군 | 칠원읍                       |                        |
| 원서교                           |                                     | 함안군 | 칠원읍                       |                        |
|                                  | 칠서면                              | 함안군 |                              |                        |
| 산성삼거리                       | 함의로                              | 함안군 |                              |                        |
| 무릉사거리                       | 유성로 칠성로                       | 함안군 |                              |                        |
| 천릉교                           |                                     | 함안군 |                              |                        |
| 다래들고개                       |                                     | 함안군 |                              |                        |
| 공단사거리                       | 지방도 제1021호선 (대부로) 공단안길 | 함안군 | 지방도 제1021호선 구간       |                        |
| 계내삼거리                       | 계내1길                             | 함안군 | 지방도 제1021호선 구간       |                        |
| 이룡삼거리                       | 지방도 제1021호선 지방도 제1040호선 | 함안군 | 지방도 제1021, 1040호선 구간 |                        |
| 돌고개                           |                                     | 함안군 | 지방도 제1040호선 구간       |                        |
| 칠성중학교 칠서초등학교 이룡분교 |                                     | 함안군 | 지방도 제1040호선 구간       |                        |
| 이룡 교차로                      | 국도 제5호선 (경남대로)             | 함안군 | 지방도 제1040호선 구간       |                        |
| 소랑교                           |                                     | 함안군 | 지방도 제1040호선 구간       | 칠북면                 |
| (이름 없음)                      | 온천로                              | 함안군 | 지방도 제1040호선 구간       | 칠북면                 |
| 검단2교                          |                                     | 함안군 | 지방도 제1040호선 구간       | 칠북면                 |
| 단내로와 직결                    |                                     |        |                              |                        |

## 주요 건물 및 시설
- 농협 삼칠농협주유소 (경상남도 함안군 칠원읍 삼칠로 129)
- 경남은행 칠원지점 (경상남도 함안군 칠원읍 삼칠로 148)
- 기아자동차 칠원대리점 (경상남도 함안군 칠원읍 삼칠로 172)
- GS25 함안삼칠로점 (경상남도 함안군 칠원읍 삼칠로 191)
- 이마트24 함안칠서IC점 (경상남도 함안군 칠서면 삼칠로 305)
- GS칼텍스 청남제2주유소 (경상남도 함안군 칠서면 삼칠로 306)
- SK에너지 칠서주유소 (경상남도 함안군 칠서면 삼칠로 313)
- CU 칠서공단점 (경상남도 함안군 칠서면 삼칠로 849)
- 농협 삼칠농협 용성지점 (경상남도 함안군 칠서면 삼칠로 1281)
- 이룡보건진료소 (경상남도 함안군 칠서면 삼칠로 1306)
- 칠서우체국 (경상남도 함안군 칠서면 삼칠로 1315)